# Lathrolestes saliceti
Lathrolestes saliceti är en stekelart som först beskrevs av Per Abraham Roman 1909.  Lathrolestes saliceti ingår i släktet Lathrolestes och familjen brokparasitsteklar. Arten är reproducerande i Sverige. Inga underarter finns listade i Catalogue of Life.